# بوب غلين
بوب غلين (بالإنجليزية: Bob Glenn)‏ هو لاعب كرة قاعدة أمريكي، ولد في 16 يونيو 1894 في West Sunbury, Pennsylvania ‏ في الولايات المتحدة، وتوفي في 3 يونيو 1977 في ريتشموند في الولايات المتحدة.

## وصلات خارجية
- بوب غلين على موقعبيزبول رفرنس.كوم (الدوري الرئيسي) (الإنجليزية)